# Maria Blumencron
Maria Blumencron (* 9. November 1965 in Wien) ist eine österreichische Schauspielerin, Filmemacherin und Autorin.

## Leben
Nach ihrer Matura 1984 bei den Dominikanerinnen in Wien/Hütteldorf folgten Auslandsaufenthalte in Frankreich, Indien und Nepal. 1986 begann Blumencron eine Ausbildung als Schauspielerin am Konservatorium der Stadt Wien, die sie 1989 mit Auszeichnung abschloss. Während der Ausbildung hatte sie Engagements am Raimundtheater/Wien, Ensembletheater/Wien sowie der Studiobühne Villach. Von 1989 bis 1991 gehörte sie dem Ensemble des Stadttheaters Osnabrück an. 1992 verfasste Blumencron im Auftrag der Kinderrechtsorganisation terre des hommes das Kindertheaterstück Kommst du mit nach Durian?, das sie gemeinsam mit dem WUM Theater über 200 Mal deutschlandweit spielte. Es folgten weitere Kindertheaterstücke und Comics über Straßenkinder für terre des hommes, wie Shelter und Ayudame Théresa.
Im Jahr 1994 wechselte Blumencron zum Fernsehen und übernahm Rollen in Kommissar Rex (SAT 1) sowie Kurklinik Rosenau (SAT 1). Während dieser Zeit absolvierte sie einen einjährigen Stipendiumslehrgang bei der Drehbuchwerkstatt (HFF München) zur Fortbildung als Drehbuchautorin. 1998 begann sie als freie Hörfunk-Mitarbeiterin beim WDR, wo sie Wortsendungen und Hörspiele schrieb, produzierte und auch selber besprach. Ihr Hörspiel Pflaume mit Salz gewann 2000 den Deutschen Kinderhörspielpreis.
Seit 1999 arbeitet Blumencron als Dokumentarfilmerin. Beim Versuch, für das ZDF eine Flüchtlingsgruppe von Tibet aus über den 5.716 Meter hohen Nangpa La nach Nepal und weiter nach Indien zu begleiten, wurde sie am 25. Dezember 1999 von der chinesischen Polizei verhaftet. Während sie nach zwei Nächten wieder freikam, landete der Fluchthelfer für zweieinhalb Jahre in Folter-Haft. Diese Erfahrung verarbeitete sie zusammen mit dem Fluchthelfer zehn Jahre später in der Dokumentation Good Bye Tibet.
Um ihre Dokumentation Flucht über den Himalaya doch noch drehen zu können, ging sie mit ihrem Filmteam im April 2000 von der nepalesischen Seite des Himalaya tibetischen Flüchtlingen auf den Nangpa La entgegen. Sie dokumentierte den Abstieg von sechs tibetischen Kindern und deren weitere Reise bis in das nordindische Dharamsala, wo die vier Mädchen und zwei Jungen in einem tibetischen SOS-Kinderdorf unterkamen und vom Dalai Lama empfangen wurden. Die Dokumentation wurde im ZDF, 3sat und Phoenix ausgestrahlt und mit fünfzehn internationalen Preisen ausgezeichnet, wie z. B. dem ersten Platz des Axel Springer Preises für junge Journalisten für die beste Dokumentation im Jahre 2001. Es folgte ein weiterer Film über den Himalaya, sowie über Donauklöster und heilige Orte in Deutschland und Österreich für den Bayerischen Rundfunk.
2002 begann Blumencron beim Malik-Verlag ihre Tätigkeit als Buchautorin. Sie hat bis heute drei Bücher zum Thema der Fluchtbewegung aus Tibet sowie eine russische Lebensbiographie veröffentlicht. Ihr erstes Drehbuch Wie zwischen Himmel und Erde wurde mit Hannah Herzsprung in der Hauptrolle verfilmt und kam am 31. Mai 2012 in die Kinos. Blumencron führte Regie.
Seit 2008 ist Maria Blumencron als Referentin tätig und hält zahlreiche multimediale Lesungen zu ihren Büchern, beispielsweise im Rautenstrauch-Joest-Museum in Köln oder im Radiokulturhaus in Wien.
2013 entstand für die Dokumentarfilmreihe Lebenslinien des Bayerischen Fernsehens ein Film (Buch und Regie: Gabriele Dinsenbacher) mit dem Titel Mutterseelenallein – Die Geschichte der Maria Blumencron.

### Engagement
Schon während ihrer Tätigkeit als Schauspielerin betreute Maria Blumencron von 1997 bis 1998 ehrenamtlich für das Friedensdorf International Kinder aus Kriegs- und Krisengebieten Angolas und Afghanistans, die sich zur medizinischen Betreuung in Deutschland aufhielten.
Um hilfebedürftigen Kindern und heimatlosen Menschen in jenen Regionen, wo sie als Dokumentarfilmerin arbeitete, auch praktische Hilfe zukommen zu lassen, gründete sie 2007 mit Gleichgesinnten den Verein Shelter108 e. V., der nach dem Motto „Räume bauen, in denen Glück leben kann“ arbeitet. Nebst der Leitung eines Kinder- und Jugendhostels in Kathmandu sowie dem Bau von Kinderhäusern konnten bisher für fast 900 tibetische Exilkinder (Stand 12/2016) Paten in Deutschland und Österreich gefunden werden. Die meisten Projekte, die von Shelter108 e. V. gefördert werden, befinden sich im Himalaya. Blumencron arbeitet ehrenamtlich für den Verein.

## Auszeichnungen
- Deutscher Kinderhörspielpreis
- Silver World Medal für Dokumentarfilm, The New York Festival 2001
- Preis für beste Dokumentation, Europäisches Festival für religiöse Programme, (UNDA/WACC), Helsinki 2001
- 1. Preis für beste Dokumentation, Axel Springer Preis für junge Journalisten, 2001
- 1. Preis Students Documentary, Kalamata Documentary Festival, Griechenland 2001
- Sonderpreis der Jury, BANFF Mountain Festival, Kanada (2002)
- Best Film of Mountain Culture, Flagstaff Mountain Film Festival, USA 2003
- 2. Preis Dokumentation, Cervino International Film Festival, Italien 2003
- Sonderpreis ‘Oriental Religion’, Religion Today, Trient 2003
- Hauptpreis für Regie, International Mountaineering Film Festival, Teplice nad Metuji, Tschechien 2004
- Publikumspreis, Bergfilmfestival, St. Anton am Arlberg 2004
- Grand Prix – Golden Frame, Explorers Festival, Polen 2004
- Hauptpreis, International Festival of Outdoor Film, Tschechien 2004
- Grand Prix – Golden Frame, Explorers Festival, Artshow, Polen 2005
- Weiße Feder von Herzogenburg, 2007
- Grand Prix Graz, 2011
- Publikumspreis, Bozner Filmtage 2012

## Werk
In ihren Filmen, Büchern und Vorträgen macht Blumencron auf die jahrzehntelange Unterdrückung der Tibeter durch die Volksrepublik China aufmerksam und engagiert sich vor allem für Flüchtlingskinder aus Tibet.
Seit der Niederschlagung der Unruhen im Jahre 2008 haben die Fluchtbewegungen über den Himalaya stark nach gelassen. Der Schwerpunkt ihrer Arbeit verlagert sich seitdem auf das Leben der tibetischen Kinder und Jugendlichen im Exil, wie in ihrem jüngsten Buch Kein Pfad führt zurück, das sie zusammen mit ihrer tibetischen Patentochter Chime Yangzom verfasste.

### Hörspiele
- 1998: Der König hat ‘nen Vogel, WDR
- 1999: Pflaume mit Salz, WDR
- 2000: Der Treck der Kinder, WDR

### Filmografie
- 1995: Kommissar Rex (Fernsehserie, Folge Die blinde Zeugin)
- 2000: Flucht über den Himalaya (TV)
- 2002: Donauklöster (TV)
- 2005: Jenseits des Himalaya (TV)
- 2006: Heilige Orte (TV)
- 2006: Bilder einer Landschaft (TV)
- 2009: Goodbye Tibet (Kinodoku)
- 2012: Wie zwischen Himmel und Erde (Regie, Drehbuch)
- 2013: Jesus und die verschwundenen Frauen (TV)

### Buchpublikationen
- Flucht über den Himalaya, Piper Verlag, München 2003
- Das Wunder von St. Petersburg, Piper Verlag, München 2004
- Auf Wiedersehen, Tibet, DuMont-Verlag, Köln 2008
- Kein Pfad führt zurück, Südwest-Verlag, München 2011
- Am Ende der Welt ist immer ein Anfang,[8] Aurum-Verlag, Bielefeld 2017